# Copperbelt
Copperbelt is een van de tien provincies van Zambia. De hoofdstad is Ndola. De provincie is rijk aan koper en wordt daarmee tot de grensoverschrijdende kopergordel gerekend.

## Districten
Copperbelt is verdeeld in 10 districten:
- Chililabombwe
- Chingola
- Kalulushi
- Kitwe
- Luanshya
- Lufwanyama
- Masaiti
- Mpongwe
- Mufulira
- Ndola

Central · Copperbelt · Eastern · Luapula · Lusaka · Muchinga· Northern · North-Western · Southern · Western